# Óriás halkapó
Az óriás halkapó (Megaceryle maxima) a madarak osztályának szalakótaalakúak (Coraciiformes)  rendjébe és a jégmadárfélék (Alcedinidae) családjába tartozó faj.

## Rendszerezése
A fajt Peter Simon Pallas német zoológus írta le 1769-ben, az Alcedo nembe Alcedo maxima néven.

## Alfajai
- Megaceryle maxima gigantea (Swainson, 1837)
- Megaceryle maxima maxima (Pallas, 1769)[2]

## Előfordulása
Afrikában a Szahara alatti területeken honos. A természetes élőhelye szubtrópusi és trópusi síkvidéki esőerdők, mangroveerdők, mocsár erdők, száraz szavannák, édesvízi mocsarak, sós és édes lagúnák, tavak, folyók és patakok környéke, homokos és sziklás tengerpartok, valamint vidéki kertek, víztárolók, csatornák és vizesárkok. Állandó, nem vonuló faj.

## Megjelenése
Testhossza 42-46 centiméter,a hím testtömege 275-426 gramm, a tojó 255-398 gramm.
|  |  |

## Életmódja
Halakkal és folyami rákokkal táplálkozik.